# سيدني ديفيد بيرس
سيدني ديفيد بيرس هو منافس ألعاب قوى ودبلوماسي كندي، ولد في 30 مارس 1901 في مونتريال في كندا، وتوفي في 17 مايو 1992.

## وصلات خارجية
- سيدني ديفيد بيرس على موقع أوليمبيديا (الإنجليزية)